# Michael Hastings
Michael Mahon Hastings (Malone, Nueva York, 28 de enero de 1980 - Los Ángeles, California, 18 de junio de 2013) fue un periodista, escritor y periodista de BuzzFeed que saltó a la fama con su cobertura de la guerra de Irak por Newsweek. Después de que su prometida murió en Irak, escribió sus memorias I Lost My Love in Baghdad: A Modern War Story (2008). Su perfil de Rolling Stone del general Stanley McChrystal, comandante de la Fuerza de Asistencia de Seguridad Internacional de la OTAN en la guerra de Afganistán, documentó el desprecio generalizado del general y su personal por funcionarios civiles del gobierno de EE. UU. y dio lugar a la renuncia del general.

## Muerte
Hastings murió en un accidente automovilístico de alta velocidad en junio de 2013 en Los Angeles, California, debido al fuego y la explosión que se originó cuando su auto chocó a más de 144 km/h. Su cuerpo fue cremado sin permiso de su familia.[cita requerida]
Se han formulado numerosas teorías de conspiración respecto a su muerte, ya que Hastings poseía información la cual dejaba en "evidencia" a la CIA. También se hace referencia al caso de la explosión, la cual se alega haber sido intencional, ya que su Mercedes Benz era un vehículo de alta seguridad que casi nunca explota de forma repentina. Esta explosión fue captada en video por cámaras de vigilancia cercanas al lugar del accidente.